# ParaHoxozoa
ParaHoxozoa (ou Parahoxozoa) é um clado de animais que consiste em Bilateria, Placozoa e Cnidaria. A relação deste clado em relação às outras duas linhagens de animais Ctenophora e Porifera é debatida. Alguns estudos filogenômicos apresentaram evidências apoiando Ctenophora como irmão de ParaHoxozoa e Porifera como grupo irmão do resto dos animais (por exemplo,). Alguns estudos apresentaram evidências que apoiam Porifera como a irmã de ParaHoxozoa e Ctenophora como o grupo irmão do resto dos animais (por exemplo,). A árvore abaixo, que é congruente com a grande maioria desses estudos filogenômicos, transmite essa incerteza com uma politomia.
|            | Placozoa                                               |
|            |                                                        |
| Planulozoa | \| \| Cnidaria \| \| \| \| \| \| Bilateria \| \| \| \| |
|            | \| \| Cnidaria \| \| \| \| \| \| Bilateria \| \| \| \| |
|            | Cnidaria                                               |
|            |                                                        |
|            | Bilateria                                              |
|            |                                                        |

|  | Cnidaria  |
|  |           |
|  | Bilateria |
|  |           |

|            | Placozoa                                               |
|            |                                                        |
| Planulozoa | \| \| Cnidaria \| \| \| \| \| \| Bilateria \| \| \| \| |
|            | \| \| Cnidaria \| \| \| \| \| \| Bilateria \| \| \| \| |
|            | Cnidaria                                               |
|            |                                                        |
|            | Bilateria                                              |
|            |                                                        |

|  | Cnidaria  |
|  |           |
|  | Bilateria |
|  |           |

|            | Placozoa                                               |
|            |                                                        |
| Planulozoa | \| \| Cnidaria \| \| \| \| \| \| Bilateria \| \| \| \| |
|            | \| \| Cnidaria \| \| \| \| \| \| Bilateria \| \| \| \| |
|            | Cnidaria                                               |
|            |                                                        |
|            | Bilateria                                              |
|            |                                                        |

|  | Cnidaria  |
|  |           |
|  | Bilateria |
|  |           |

|            | Placozoa                                               |
|            |                                                        |
| Planulozoa | \| \| Cnidaria \| \| \| \| \| \| Bilateria \| \| \| \| |
|            | \| \| Cnidaria \| \| \| \| \| \| Bilateria \| \| \| \| |
|            | Cnidaria                                               |
|            |                                                        |
|            | Bilateria                                              |
|            |                                                        |

|  | Cnidaria  |
|  |           |
|  | Bilateria |
|  |           |

## ParaHoxozoa ou Parahoxozoa
Embora os genes "ParaHox" sejam geralmente referidos no CamelCase e no artigo original que nomeou o clado usava "ParaHoxozoa", o formato de capa única inicial "Parahoxozoa" tornou-se mais comum na literatura porque CamelCase não é padrão na nomenclatura zoológica.

## Características
ParaHoxozoa foi definido pela presença de várias (sub) classes de genes (HNF, CUT, PROS, ZF, CERS, K50, S50-PRD), bem como Hox/ParaHox-ANTP que deu origem ao nome deste clado. Posteriormente, foi proposto e contestado que um gene da mesma classe (ANTP) do Hox/ParaHox, o gene NK e o gene Cdx Parahox, também está presente em Porifera, as esponjas. Independentemente de um gene ParaHox ser definitivamente identificado, o ParaHoxozoa, conforme definido originalmente, é monofilético e, portanto, continua a ser usado como tal.

## Planula-acoel, triploblasty e similaridades bilaterianas
A hipótese do Bilateria original é ser um verme que mora no fundo com uma única abertura de corpo. No entanto, um intestino grosso já pode ter se desenvolvido com o Ctenophora. O intestino grosso pode ter se desenvolvido a partir dos cantos de uma única abertura com os lábios se fundindo. Por exemplo. Acoela assemelha-se às larvas da Plânula de alguns Cnidários, que exibem alguma simetria bilateriana. Eles são vermiformes, assim como o cnidário Buddenbrockia. Eles são vermiformes, assim como o cnidário Buddenbrockia. Observou-se que o placozoa se assemelha a Plânula. Normalmente, "Planulozoa" exclui Placozoa, mas não necessariamente. Neste caso, parece sinônimo de ParaHoxozoa. A triploblasty se desenvolveu antes da radiação Cnidara-Bilateria também.